# 마레아 데 파시오네스
《마레아 데 파시오네스》(스페인어: Marea de pasiones)는 2024년 방영된 멕시코의 텔레노벨라이다.